# Rolf Sperling
Rolf Sperling   (Halle, 25 d'abril de 1940) és un saltador alemany, ja retirat, que va competir sota bandera de la República Democràtica Alemanya durant les dècades de 1950 i 1960.
En el seu palmarès destaca una medalla de plata en la prova del salt de palanca de 10 metres del Campionat d'Europa de natació de 1962, així com 10 títols nacionals d'Alemanya de l'Est de palanca entre 1958 i 1968.
Durant la seva carrera esportiva va prendre part en tres edicions dels Jocs Olímpics d'Estiu, el 1960, 1964 i 1968. Destaquen una cinquena i una setena posició en la prova de palanca als Jocs de 1960 i 1964 respectivament.